# Les Petits Secrets des grands tableaux
Les Petits Secrets des grands tableaux est une émission de télévision française diffusée sur Arte entre 2015 et 2019. Les deux premières saisons ont été diffusées entre le 1er novembre 2015 et le 3 janvier 2016, chaque dimanche, à 12 h.
La cinquième et dernière saison de la série est diffusée du dimanche 27 janvier au dimanche 17 février 2019 à 19 h 15 sur Arte. 
L'émission est produite par Sophie Goupil, co-conçue avec l'auteur Élisabeth Couturier, et inspirée de l'émission Palettes (1988-2003).

## Description
L'émission Les Petits Secrets des grands tableaux explore l'histoire de l'art (en Europe) en s'appuyant sur les techniques d'animation 3D pour amplifier les présentations des œuvres traitées. L'émission se concentre sur les peintures du XVIe au XXe siècle,.
Chaque émission dure environ 27 minutes.
La voix off de l'émission est assurée Clémentine Célarié,. La production est assurée par :
- Les Poissons volants ;
- Arte France ;
- RMN-Grand Palais ;
- Réseau Canopé ;
- Sophie Goupil.

## Épisodes

### Saison 1
| Épisode | Œuvre                             | Artiste         | Image de l'œuvre | Réalisateur      |
| ------- | --------------------------------- | --------------- | ---------------- | ---------------- |
| 1       | Le Peseur d'or et sa femme (1514) | Quentin Metsys  |                  | Clément Cogitore |
| 2       | L'Atelier du peintre (1855)       | Gustave Courbet |                  | Clément Cogitore |
| 3       | Une baignade à Asnières (1884)    | Georges Seurat  |                  | Carlos Franklin  |
| 4       | Les Ménines (1656)                | Diego Velázquez |                  | Carlos Franklin  |
| 5       | Les Noces de Cana (1563)          | Paul Véronèse   |                  | Carlos Franklin  |

### Saison 2
| Épisode | Œuvre                                       | Artiste                 | Image de l'œuvre | Réalisateur     |
| ------- | ------------------------------------------- | ----------------------- | ---------------- | --------------- |
| 1       | Le Martyre de Sainte Apolline (vers 1450)   | Jean Fouquet            |                  | Carlos Franklin |
| 2       | Dame au bain (1571)                         | François Clouet         |                  | Carlos Franklin |
| 3       | Marie-Antoinette et ses enfants (1786)      | Élisabeth Vigée Le Brun |                  | Carlos Franklin |
| 4       | Femmes d'Alger dans leur appartement (1834) | Eugène Delacroix        |                  | Carlos Franklin |
| 5       | La Vie mélangée (1907)                      | Vassily Kandinsky       |                  | Carlos Franklin |

### Saison 3
| Épisode | Œuvre                                                        | Artiste               | Image de l'œuvre | Réalisateur     |
| ------- | ------------------------------------------------------------ | --------------------- | ---------------- | --------------- |
| 1       | D'où venons-nous ? Que sommes-nous ? Où allons-nous ? (1897) | Paul Gauguin          |                  | Carlos Franklin |
| 2       | La Tentation de saint Antoine (1501)                         | Jérôme Bosch          |                  | Carlos Franklin |
| 3       | Francfort, le port de l'Ouest (1916)                         | Ernst Ludwig Kirchner |                  | Carlos Franklin |
| 4       | La Dame à la licorne (vers 1500)                             | auteur anonyme        |                  | Carlos Franklin |
| 5       | Le Printemps (1482)                                          | Sandro Botticelli     |                  | Carlos Franklin |

### Saison 4[6]
| Épisode | Œuvre                                                      | Artiste           | Image de l'œuvre | Réalisateur     |
| ------- | ---------------------------------------------------------- | ----------------- | ---------------- | --------------- |
| 1       | L'Astronome (1668)                                         | Johannes Vermeer  |                  | Carlos Franklin |
| 2       | Vue de Varsovie depuis la terrasse du château royal (1773) | Bernardo Bellotto |                  | Carlos Franklin |
| 3       | Femmes à la terrasse d'un café le soir (1877)              | Edgar Degas       |                  | Carlos Franklin |
| 4       | La Ronde de nuit (1642)                                    | Rembrandt         |                  | Carlos Franklin |
| 5       | Dos de mayo (1814)                                         | Francisco de Goya |                  | Carlos Franklin |

### Saison 5[7]
| Épisode | Œuvre                                | Artiste                       | Image de l'œuvre | Réalisateur     |
| ------- | ------------------------------------ | ----------------------------- | ---------------- | --------------- |
| 1       | Le Négrier (1840)                    | Joseph Mallord William Turner |                  | Carlos Franklin |
| 2       | Men of the Docks (1912)              | George Bellows                |                  | Carlos Franklin |
| 3       | Bal du moulin de la Galette (1876)   | Pierre-Auguste Renoir         |                  | Carlos Franklin |
| 4       | Polichinelle et saltimbanques (1793) | Giandomenico Tiepolo          |                  | Carlos Franklin |